# Kościół Matki Boskiej Częstochowskiej w Wierzchlesie
Kościół Matki Boskiej Częstochowskiej w Wierzchlasie – kościół filialny parafii rzymskokatolickiej pw. Przemienienia Pańskiego w Mieszkowicach.

## Opis
Budowla salowa o planie wydłużonego prostokąta, orientowana. Okna osadzono wysoko w ścianie, po trzy w elewacjach północnej i południowej oraz dwa we wschodniej. Posiadają one ten sam wykrój, proste ościeża bez parapetów, zamknięte łukiem odcinkowym. Witraże i drzwi z XVIII w. W elewacji zachodniej osadzone jest wejście portalowe o prostych ościeżach zamkniętych łukiem półokrągłym. Całość wnętrza nakryta jest stropem belkowanym i dwuspadowym ceramicznym dachem. Od strony południowej dobudowana jest kruchta o planie prostokąta kryta dachem dwuspadowym, poprzecznym do osi kościoła. W jej ścianie południowej znajduje się wejście portalowe o prostych ościeżach zamkniętych półkoliście. Nad wejściem niewielka, okrągła blenda. W ścianie zachodniej i wschodniej niewielkie okienka doświetlające, o tym samym wykroju, co portal. Wieża zachodnia o planie kwadratu nadbudowana jest nad nawą i osadzona w więźbie dachowej. Posiada konstrukcję szkieletową wypełnioną cegłą. Wieżę wieńczy smukły hełm z latarnią zakończony iglicą i krzyżem, całość kryta jest blachą cynkową. Wyposażenie kościoła stanowi m.in. ołtarz barokowy z 1789 (tryptyk), empora chórowa.

## Historia
Wybudowany w 1730. Po 1945 kościół nieużytkowany, poświęcony 14.04.1963.

## Cmentarz
Obok kościoła cmentarz, na którym znajdują się XIX-wieczne nagrobki.